# Schwalmtal (Nadrenia Północna-Westfalia)
Schwalmtal – miejscowość i gmina w zachodnich Niemczech, w kraju związkowym Nadrenia Północna-Westfalia, w rejencji Düsseldorf, w powiecie Viersen.